# 表十五人
表十五人，亦稱十五人眾或奉行眾，是琉球國王府評議機關的成員，位居三司官之下。琉球朝廷討論國政等重要議題時，三司官向表十五人諮詢，表十五人提出意見，並由三司官進行裁決。表十五人稱號為「某某親雲上」，官階由從二品至正四品。相當於中國古代六部官員和日本現代的國務大臣。
表十五人作為一個評議機關，於1643年由尚賢王設置。其成員共計15人。其中包括物奉行所的物奉行3人、其下次官級的吟味役3人；以及申口方的長官4人，其下屬次官級的吟味役3人、日帳主取2人。